# Alchemilla albanica
Alchemilla albanica är en rosväxtart som beskrevs av Werner Hugo Paul Rothmaler. Alchemilla albanica ingår i släktet daggkåpor, och familjen rosväxter. Inga underarter finns listade i Catalogue of Life.